# Bill D'Elia
William D'Elia (...) è uno sceneggiatore televisivo, produttore e regista statunitense.
Egli era un produttore esecutivo di Boston Legal e Ally McBeal, ed è il co-creatore e sceneggiatore principale per Giudice Amy.
D'Elia è cresciuto nel Queens, New York City, si è laureato all'Ithaca College, e conseguito un master in comunicazione delle arti nel 1972 alla William Paterson University. Nel 1980, era un regista di successo di spot televisivi. Nel 1989 ha prodotto in maniera indipendente e diretto il film Il feudo, basato sul romanzo del 1983 di Thomas Berger. Il film ha attirato l'attenzione di Steven Bochco, che ha assunto D'Elia a dirigere un episodio di Doogie Howser (Doogie Howser, MD). D'Elia ha continuato a dirigere episodi di numerose altre serie televisive tra cui Un medico tra gli orsi, Chicago Hope, The Practice, e Beverly Hills 90210. È stato nominato per 5 Emmy Awards per la regia (tre per Chicago Hope e uno ciascuno per Ally McBeal e Boston Legal).

## Filmografia parziale

### Regista

#### Cinema
- Big Dreams & Broken Hearts: The Dottie West Story (1995)
- Nel nome dell'amore (In the Name of Love: A Texas Tragedy) (1995)
- The Tomorrow Man (1996)

#### Televisione
- Ragionevoli dubbi (Reasonable Doubts) – serie TV, 5 episodi (1991-1993)
- Courthouse (1995)
- American Dreams – serie TV, episodio 1x06 (2002)
- West Wing - Tutti gli uomini del Presidente (The West Wing) - serie TV, episodi 1x09-4x12-5x13 (2002-2005)
- Queens Supreme (2003)
- Miracles – serie TV, episodi 1x06-1x13 (2003)
- The Practice - Professione avvocati (The Practice) – serie TV, episodi 8x08-8x18-8x21 (2003-2004)
- Grand Hotel - serie TV, episodio 1x04 (2019-in corso)
- Cambio di direzione (Big Shot) - serie TV, 1 episodio (2021-in corso)

### Produttore, regista e sceneggiatore
- The Feud (1989)
- Grand Hotel - serie TV (2019-in corso)